# Selección de rugby playa de Uruguay
La selección de rugby playa de Uruguay es el representativo de dicho país en las competencias internacionales oficiales de rugby desarrolladas en playa.

## Plantel

### Juegos Suramericanos 2019
| Uruguay Playa Masculino |
| ----------------------- |
| Rodrigo Cuello          |
| Federico Masalles       |
| Francisco Bartorelli    |
| Tomás Etcheverry        |
| Diego Ardao             |
| Federico Jodal          |
| Javier Fernández        |
| Mateo Revelo            |
| DT: Ignacio Conti       |

## Participación en copas

### Juegos Suramericanos
- Punta del Este y Montevideo 2009: 3º puesto [2]
- Manta 2011: no participó
- La Guaira 2014: no participó
- Rosario 2019: 6º puesto
- Santa Marta 2023: No participó

## Palmarés
- Juegos Suramericanos: 
  -  Medalla de bronce: 2009

- Desafio Beach Rugby Brasil : 2016[3]